# 福建省诏安第一中学
福建省诏安第一中学，简称诏安一中，是福建省诏安县的一所全日制中学，分有初中部和高中部。现校址在诏安县南诏镇澹园路，学生三千余人，占地150亩。建校已近百年。

## 歷史
1922年10月6日，首任校长沈璟，创办于诏安城内前清考栅的旧址。1934年秋，改办为县立简易师范学校。1937年秋，改办初中班，改名县立初级中学。抗日战争期间，学校内迁诏安山区。
1949年12月，诏安解放。中共诏安县人民政府接管学校。1951年春，收并官平中学；1953年秋，增设高中部；1958年至1959年，学校迁至今址。
2019年9月，诏安一中被降级为省二级达标学校。